# Савельев, Владимир Никифорович
Владимир Никифорович Савельев (род. 17 июля 1935, д. Ромашкино, Алнашский район, УАССР, СССР) — советский и российский учёный, врач-хирург, организатор системы здравоохранения, педагог, общественный деятель. Доктор медицинских наук (1989), профессор (1991). Заслуженный работник здравоохранения Удмуртской Республики (1993) и Российской Федерации (2003). Лауреат Премии Правительства Удмуртской Республики (1998) и Государственной премии Удмуртской Республики (2003).
С 1975 по 1990 годы — министр здравоохранения Удмуртской АССР. Депутат Верховного Совета УАССР 9 и 10 созывов.

## Биография

### Детство и молодость
Владимир Никифорович Савельев родился 17 июля 1935 года в удмуртской староверской крестьянской семье деревни Ромашкино Алнашского района УАССР, где кроме него, младшего, были два старших брата Иван и Егор, а также сестра Вера. Его мать, Матрёна Прокопьевна, была дочерью елабужского торговца; отец, Никифор Егорович, выходец из бедной крестьянской семьи, прошёл Первую мировую и Гражданскую войны, батрачил у отца будущей супруги, а после революции работал председателем колхоза в родной деревне, совмещая выборную должность с лечением домашних животных.
После семилетней школы Владимир Савельев в 15 лет поступил в Можгинскую фельдшерско-акушерскую школу. Окончив её спустя три года, учёбе в институте предпочёл практическую работу, выбрав самый отдаленный район республики — Понинский (ныне — на территории Глазовского района). Здесь в течение 2 месяцев проработал в должности помощника эпидемиолога Понинской эпидемиологической станции, после чего был выбран заведующим отделом кадров и организационно-инструкторской работы райкома ВЛКСМ. 20 сентября 1954 года и был призван в ряды Красной Армии.

### Врачебная деятельность
После службы в армии Владимир Никифорович пытался поступить в Ленинградскую военно-медицинскую академию, однако не прошёл медкомиссию по зрению, и на следующий год стал студентом лечебного факультета Ижевского государственного медицинского института (ИГМИ; ныне — Ижевская государственная медицинская академия, ИГМА). Окончив вуз в 1963 году, по распределению попал в районную больницу села Завьялово, которую уже спустя полтора года возглавил. На протяжении всего времени работы успешно совмещал руководство больницей с хирургической практикой.

### Научная деятельность
С первых лет врачебной практики Владимир Никифорович проявлял интерес к научно-исследовательской деятельности. Ещё будучи главврачом Завьяловской ЦРБ, он путём экономических расчетов смог обосновать социально-экономическую эффективность организации реабилитационных отделений на базе существующих сельских участковых больниц. В 1967 году он оставил работу в больнице и был зачислен в аспирантуру на кафедру факультетской хирургии ИГМИ. Целью своих исследований Савельев выбрал изучение заболеваний костно-суставной системы, организационно-клинические проблемы травматизма и уделил большое внимание развитию медицинских аспектов магнитобиологии. По окончании аспирантуры и защитой кандидатской диссертации тему «Артродез тазобедренного сустава при коксартрозах» Владимир Никифорович был назначен на должность ассистента кафедры факультетской хирургии института; в этом же году он стал членом Всесоюзного общества травматологов-ортопедов.
В 1980 году Савельев стал членом Ижевского научно-медицинского общества организаторов здравоохранения и социал-гигиенистов, а также членом редколлегии журнала «Советская медицина». В феврале 1985 года авторскому коллективу в составе Владимира Ивановича Евсеева, Михаила Геннадьевича Корепанова и Владимира Никифоровича Савельева Государственным комитетом СССР по делам изобретений и открытий было выдано Авторское свидетельство (№ 1158190) на изобретение прибора «Устройство для остеосинтеза».
В 1989 году Владимир Никифорович защитил докторскую диссертацию на тему «Организационно-клинические направления совершенствования комплексного лечения осложнений переломов костей конечностей (организационно-клиническое исследование)»; ему была присвоена ученая степень доктора медицинских наук.
В 1990 году Савельев был назначен на должность проректора по лечебной работе ИГМИ, а позднее был утверждён заведующим кафедрой социальной гигиены и организации здравоохранения института (ныне — кафедра общественного здоровья и здравоохранения). Научно-исследовательская направленность кафедры претерпела изменения, коллектив стал разрабатывать тему «Изучение закономерностей сдвигов показателей здоровья населения и эффективности форм организации лечебно-профилактической помощи в Удмуртской Республике в условиях перехода к рынку».

### Общественно-политическая деятельность
Постановлением Верховного Совета УАССР от 2 июля 1975 года Владимир Никифорович был утверждён главой министерства здравоохранения УАССР, которым руководил в течение 15 лет. К моменту вступления в должность министра Савельев хорошо знал нужды практической медицины. С первых дней работы его основное внимание было направлено на укрепление участковой службы и скорой медицинской помощи, в первую очередь — в сельской местности.
За годы пребывания Савельева на высокой должности были построены республиканская клиническая больница на 1000 коек с родильным домом на 120 коек, корпус республиканской детской больницы, кардиодиспансер, инфекционная, глазная и психиатрическая больницы, медсанчасть Воткинского машзавода, расширилась и укрепилась база здравоохранения Ижевска. Существенно была укреплена система здравоохранения на селе — построены новые корпуса центральных районных больниц Алнашского, Завьяловского, Красногорского, Селтинского, Вавожского, Дебёсского, Камбарского, Киясовского, Балезинского, Якшур-Бодьинского и Можгинского районов.

## Династия Савельевых
Владимира Никифоровича Савельева можно считать родоначальником большой династии врачей:
- жена, Римма Аверьяновна — врач-невропатолог;
- старшая дочь, Вера Владимировна — психиатр, её муж, Латушкин Юрий Витальевич — реаниматолог-анестезиолог;
- средняя дочь, Нина Владимировна — окулист, её муж, Малых Константин Валерьевич — хирург;
- сын, Александр Владимирович — хирург-кардиолог, его жена, Савельева Екатерина — будущий врач;
- дочь старшего брата, Ивана Никифоровича, — стоматолог, сыновья — педиатр и стоматолог;
- внучки среднего брата, Савельева Егора Никифоровича, – медицинские сёстры;
- сын сестры, Веры Никифоровны, — хирург.